# Federico Consolo
Œuvres principales
- Inno Nazionale della Repubblica de Saint-Marin

Federico Consolo (Ancône, 4 avril 1841 - 14 décembre 1906) est un violoniste et compositeur italien.

## Biographie
Federico Console naît à Ancône en 1841. Il étudie le violon avec Giorgetti à Florence et Vieuxtemps à Bruxelles, et la composition avec Fétis et Liszt. 
Il mène ensuite une carrière de violoniste, jouant avec un grand succès dans presque toutes les cours européennes et en Orient. En 1884, il est atteint d'une maladie nerveuse qui le contraint à arrêter le violon. Revenu à Florence, il se consacre à la composition. 

## Œuvres

### Hymne National deSaint-Marin
Federico Console a composé l'arrangement de l'hymne national de Saint-Marin, basé sur un chant du Xe siècle, avec des paroles de Giosué Carducci. Cet hymne a été adopté en 1894.
Ses autres œuvres comprennent un certain nombre de cycles orientaux, des concertos, et le Libro dei Canti d'Israel (ou Shire Yisrael, édité à Florence en 1891), un recueil de mélodies séfarades pour la synagogue et de compositions originales. Il a aussi mené des études archéologiques importantes, écrivant sur la notation musicale, et tout particulièrement sur la musique dans la Bible. Il a été décoré de plusieurs ordres dans différents États.